# Youki Kudoh
Youki Kudoh (anhörenⓘ, jap. 工藤 夕貴, Kudō Yūki; * 17. Januar 1971 in Hachiōji) ist eine japanische Schauspielerin und Sängerin.

## Leben und Karriere
Kudoh begann im Alter von 12 Jahren eine Karriere als Sängerin. Als Schauspielerin debütierte sie in einer größeren Rolle in der Komödie Die Familie mit dem umgekehrten Düsenantrieb aus dem Jahr 1984, für die sie 1985 einen Preis beim Yokohama Film Festival erhielt. 1986 sang sie für den Anime Wunderbare Pollyanna alle Lieder ein. Für ihre Hauptrolle in der Komödie Mystery Train (1989) von Jim Jarmusch gewann sie 1990 den Independent Spirit Award. Für ihre Hauptrolle in dem Film Sensō to seishun (1991) erhielt sie 1991 den Hochi Film Award und 1992 den Blue Ribbon Award, außerdem war sie 1992 als beste Hauptdarstellerin für den Japanese Academy Award nominiert. 1993 spielte sie die Hauptrolle in dem Musical zu dem Roman Kikis kleiner Lieferservice, 1994 eine weitere in dem Filmdrama Das Geheimnis der Braut.
In dem australischen Thriller Paradies in Flammen (1997) übernahm Kudoh neben Russell Crowe eine der Hauptrollen. Ihre Rolle an der Seite von Ethan Hawke in dem Filmdrama Schnee, der auf Zedern fällt (1999) brachte ihr 2000 eine Nominierung für einen Golden Satellite Award. In der Actionkomödie Rush Hour 3 (2007) spielte sie neben Chris Tucker und Jackie Chan eine der größeren Rollen.
Die Zeitschrift Time Asia veröffentlichte 1999 einen Artikel der Schauspielerin, in dem sie beklagte, die Japaner seien selbst schuld an der Präsenz US-amerikanischer Werte in der japanischen Kultur.

## Filmografie (Auswahl)
- 1984: Die Familie mit dem umgekehrten Düsenantrieb (Gyakufunsha kazoku)
- 1985: Typhoon Club (Taifū kurabu)
- 1989: Mystery Train
- 1991: Sensō to seishun
- 1994: Das Geheimnis der Braut (Picture Bride)
- 1997: Paradies in Flammen (Heaven’s Burning)
- 1999: Schnee, der auf Zedern fällt (Snow Falling on Cedars)
- 2003: The Wind Carpet (Kaze no Jūtan)
- 2005: Die Geisha (Memoirs of a Geisha)
- 2006: Masters of Horror 1.13: Imprint[3]
- 2007: Rush Hour 3
- 2008: L: Change the World
- 2009: The Limits of Control